# Schendylops caledonicus
Schendylops caledonicus är en mångfotingart som först beskrevs av Carl Graf Attems 1928.  Schendylops caledonicus ingår i släktet Schendylops och familjen småjordkrypare. Inga underarter finns listade i Catalogue of Life.